# Claudia Unger
Claudia Unger (* 1970 in Plochingen) ist eine deutsche Kostümbildnerin.

## Leben
Claudia Unger absolvierte nach Abschluss einer klassischen Damenschneiderlehre im Handwerk den Lehrgang für Bühnen- und Theaterschneiderei an der KunstModeDesign Herbststrasse in Wien. Ihr Einstieg in die Film- und Fernsehbranche begann 1994 als Garderobiere und Kostümassistentin in der Kostümabteilung des damaligen SDR (heute SWR) in Stuttgart. Seit 2000 arbeitet sie als selbständige Kostümbildnerin. Sie entwarf unter anderem das Kostümbild für zahlreiche Tatorte wie z. B. „Die Spieler“, „Die schöne Mona ist tot“, „Tote Erde“ und diverse Fernsehspiele wie z. B. Bloch „Der Mann im Smoking“ und „Verlassen“.
Für Fernsehserien wie „SOKO Stuttgart“ und „Fabrixx“ entwickelte sie das Kostümgrundkonzept. Zudem war sie verantwortlich für die Gestaltung des Kostümbildes für den Kinofilm „Reality XL“.

## Filmografie (Auswahl)
- 2000–2004: Fabrixx, 166 Folgen
- 2005: Tatort: Die Spieler
- 2005: Tatort: Der Name der Orchidee
- 2005: Ein Fall für B.A.R.Z., 13 Folgen
- 2006: Tatort: Der schwedische Freund
- 2006: Bloch: Die Wut
- 2006: Bloch: Der Mann im Smoking
- 2007: Verlassen (Fernsehfilm, BR)
- 2008: Tatort: Der Kormoran-Krieg
- 2008: Tatort: Seenot
- 2009: Schwarzwaldliebe (Fernsehfilm)
- 2009: SOKO Stuttgart, 12 Folgen
- 2010: Tatort: Bluthochzeit
- 2010: SOKO Stuttgart, 4 Folgen
- 2011: Tatort: Das schwarze Haus
- 2012: Tatort: Tödliche Häppchen
- 2012: Reality XL, Kinospielfilm
- 2012: SOKO Stuttgart, 4 Folgen
- 2012: Tatort: Tote Erde
- 2013: Tatort: Die schöne Mona ist tot
- 2013: SOKO Stuttgart, 4 Folgen
- 2013: Tatort: Kalter Engel
- 2014: Tatort: Todesspiel
- 2014: SOKO Stuttgart, 4 Folgen
- 2015: Tatort: Die Sonne stirbt wie ein Tier
- 2015: Tatort: Côte d’Azur
- 2015–2020: SOKO Stuttgart, 36 Folgen